# Jacob Björnström
Jacob Carl Gustaf Herman Björnström (* 14. Dezember 1881 in Wyssozk; † 17. Juli 1935 in Inari) war ein finnischer Segler.
Gemeinsam mit Waldemar Björkstén, Bror Brenner, Allan Franck, Erik Lindh, Juho Arne Pekkalainen und Harry Wahl trat er für das Großfürstentum Finnland bei den Olympischen Spielen 1912 in Stockholm an und gewann auf dem Schiff Nina die Silbermedaille in der 10-Meter-Klasse.